# Ондраш Шоссел

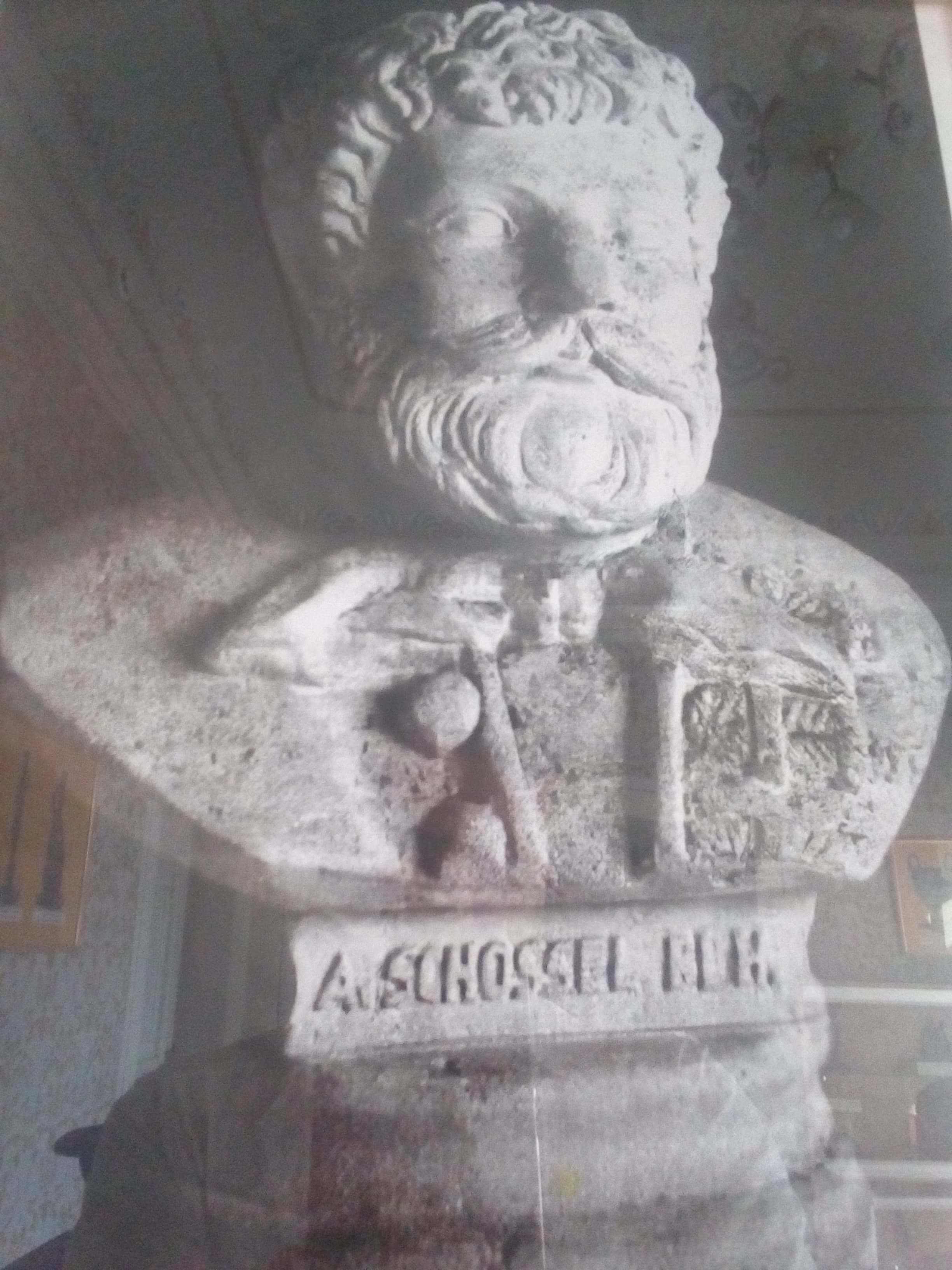
Фото: О. Шоссел, погруддя (виготовлене як автопортрет майстра)

Ондраш Шоссел (угор. András Schossel) був відомим скульптором у сфері ливарного мистецтва як на території сучасного Закарпаття, так і за його межами.        

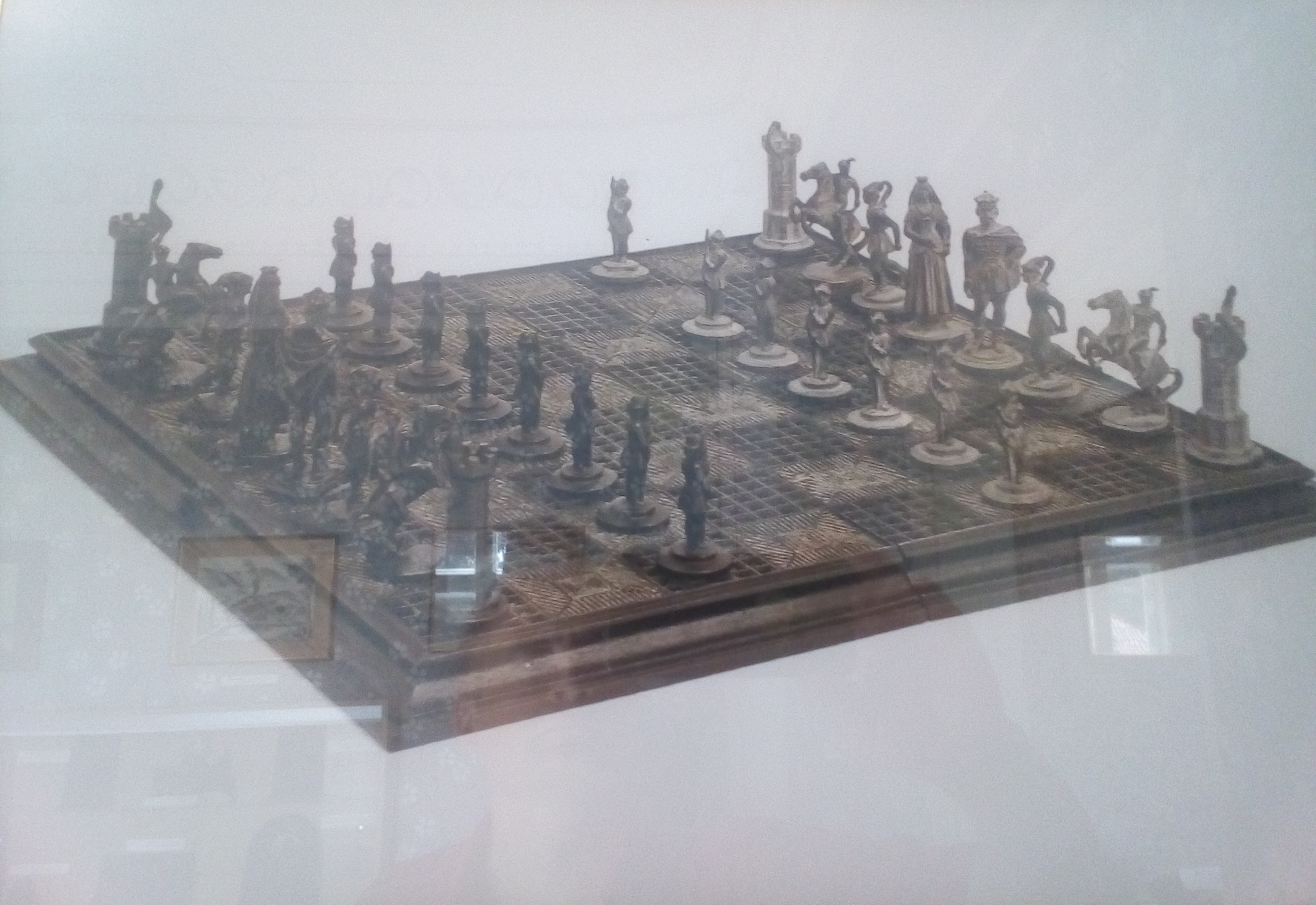
Шахи, виготовлені О. Шосселом у 1860 році, за які він отримав золоту медаль у 1873 році на промисловій виставці у Відні

Народився він 1824 року в селі Верхні Ремети (сучасний Перечинський район Закарпатської області) в сім’ї столяра-моделювальника залізоливарного заводу. Спочатку начався ливарній справі у свого батька, а пізніше в Будапешті – у відомого скульптора Ференца Угрі та у Віденській художній академії, де був учнем скульптора Кашмана. 
Під час навчання Ондраш Шоссел двічі отримав премію ім. Гунделя І та II ступенів. Це було у 1846 та 1847 роках. Також він був нагороджений призом мецената Вінценца Неулінга.  Після навчання Шоссел протягом цілого року стажувався на металургійних заводах у місті Дрездені. 
У цей період він відвідує Гляйвіц та Берлін, провідні центри прусського художнього литва. Під час революційних подій у 1848 році починає працювати на заводі у селі Фрідяшові (сучасний присілок селища Кольчино Мукачівського району Закарпаття).  
Спочатку скульптор працював підмайстром у Валентина Віллашека, а потім і сам став майстром і десятки років розробляв чудові моделі, з яких ливарники заводу охоче виливали металеві вироби. Наприклад, вони здійснили задум О. Шоссела і виготовили погруддя одного з керівників угорської революції  1848 – 1849 рр. Лайоша Кошута.  Відомими творами скульптора був також пам'ятник зі сценою трагічної загибелі Міклоша Зріні, виготовлений у 1863–1864 роках,  який ще до Другої світової війни стояв на території Ужгородського замку. (Де він знаходився до цього періоду та яка доля спіткала його після Другої світової війни — наразі невідомо). .  У 1873 році Шоссел отримав золоту медаль на промисловій виставці у Відні.

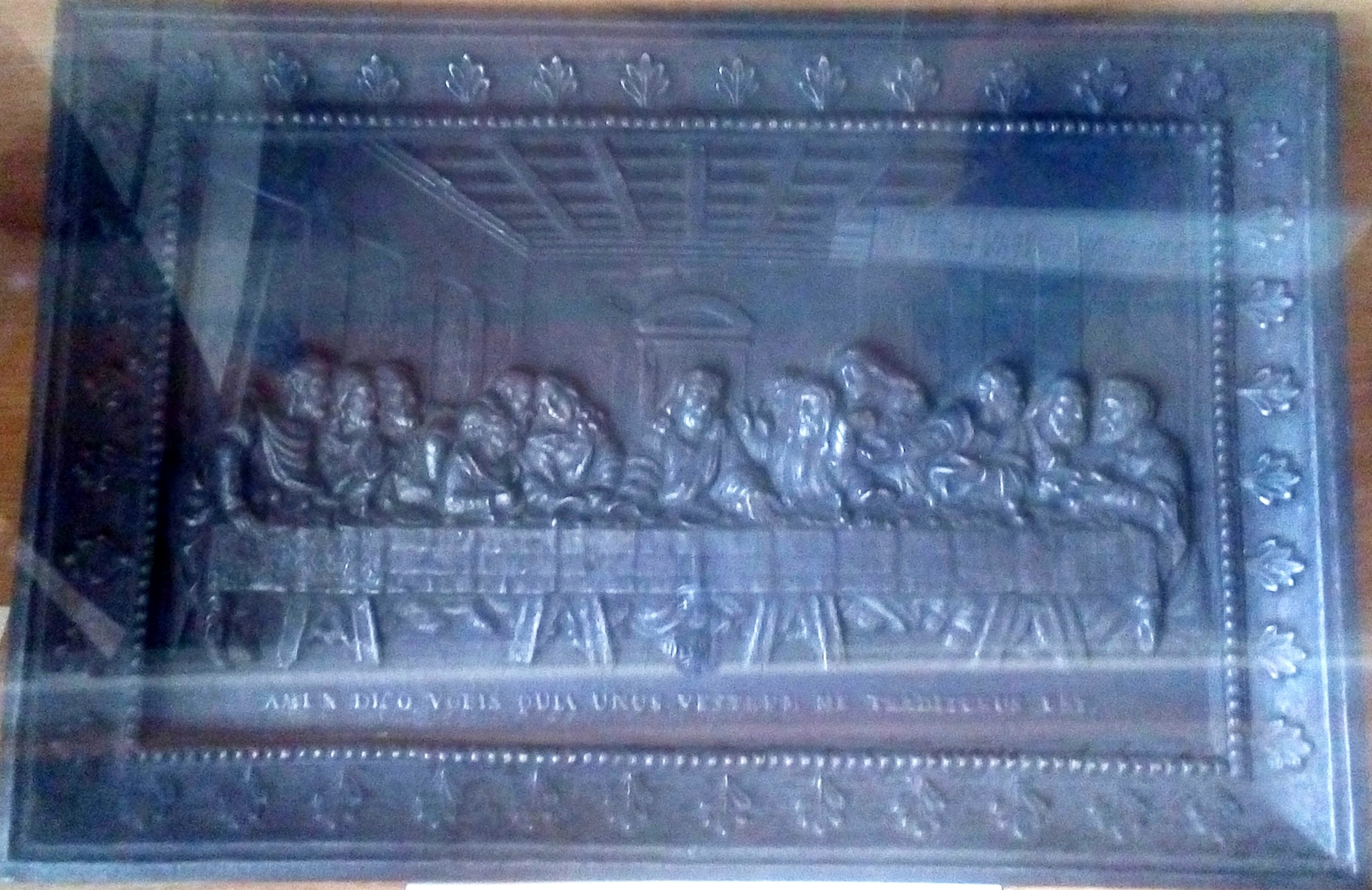
Фото барельєфу "Тайна Вечеря", виготовленого О. Шосселом

У стильовій площині він наслідував тогочасні європейські течії – неоготику, класицизм, романтизм. Деякі з виробів митця зберігаються в наш час у Закарпатському обласному краєзнавчому музеї ім. Т. Легоцького [Архівовано 27 листопада 2019 у Wayback Machine.]. Серед них відомий його витвір у вигляді барельєфу під назвою "Тайна вечеря". Загалом ним були виготовлені майже 60 малих і великих скульптур. Крім того, митець ще і малював, зокрема саме він зобразив на мініатюрі Фрідяшівський завод, на якому працював.
Помер О. Шоссел у 1874  і похований на цвинтарі в смт Кольчино, яке знаходиться якраз неподалік від того місця, де колись був Фрідяшівський залізоливарний завод. 
Примітки
1. ↑  Архівована копія. Архів оригіналу за 22 жовтня 2017. Процитовано 20 серпня 2019.{{cite web}}:  Обслуговування CS1: Сторінки з текстом «archived copy» як значення параметру title (посилання)
2. ↑   Нариси історії Закарпаття: В 2 т. / Відп. ред. І. Гранчак. – Ужгород, Том 1: Знайдавніших часів до 1918 р —. С. 217. 416.
3. ↑  https://goloskarpat.info/culture/5a5dc64b28660/ [Архівовано 20 серпня 2019 у Wayback Machine.]?
4. ↑  Архівована копія. Архів оригіналу за 20 серпня 2019. Процитовано 20 серпня 2019.{{cite web}}:  Обслуговування CS1: Сторінки з текстом «archived copy» як значення параметру title (посилання)

Література
1. Мільчевич С. І. Промисловий дизайн Закарпаття 40-х років XIX – 30-х років XX століття: культурологічний аспект // автореферат дисертації на здобуття наукового ступеня кандидата мистецтвознавства: 26.00.01 / Івано-Франківськ – 2010. – 18 с.
2. Нариси історії Закарпаття: В 2 т. / Відп. ред. І. Гранчак. – Ужгород, Том 1: Знайдавніших часів до 1918 р —. С. 217. 416.